# Cordinger Mühle
Die Cordinger Mühle ist eine ehemalige Wassermühle mit Mühlenhof (Müllerhaus und Backhaus) und Teichanlagen, die sich im Tal der Warnau zwischen Cordingen und Benefeld (Stadt Walsrode) in der südwestlichen Lüneburger Heide befindet. Die Mühle wurde 1661 erstmals urkundlich erwähnt.

## Die heutige Mühle

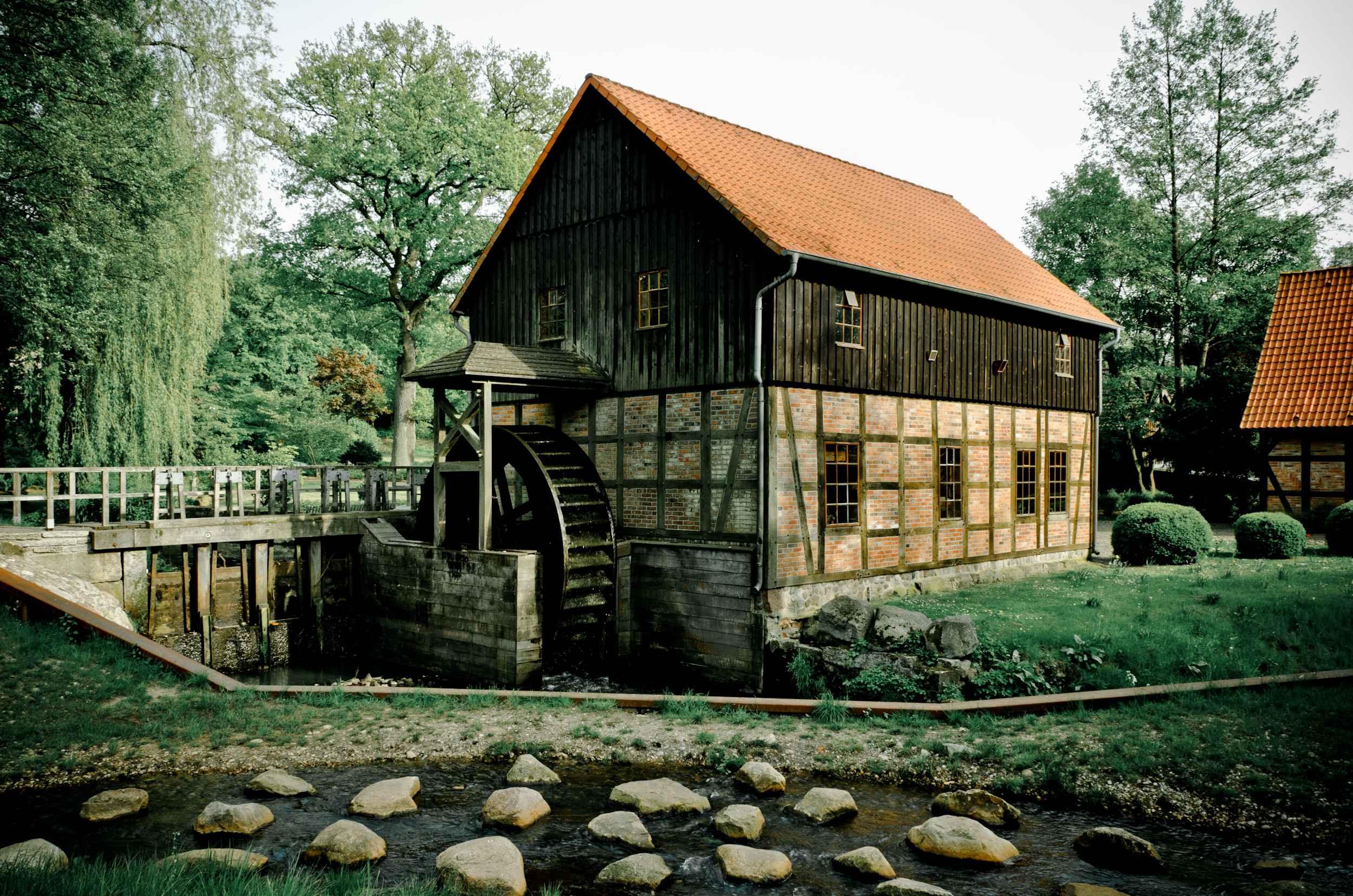
Die Cordinger Mühle an der Warnau mit Fischpassage im Vordergrund

Die in den 1980er Jahren durch die Gemeinde Bomlitz restaurierte Anlage gilt als eines der wertvollsten historischen Gebäude im Landkreis Heidekreis. Die 1810 errichtete Mühle wurde bis in die 1950er Jahre betrieben. Heute wird das Mühlengebäude für standesamtliche Trauungen der Stadt Walsrode genutzt und für Feierlichkeiten vermietet.
Im Müllerhaus befindet sich eine Ausstellung mit Dokumenten und Manuskripten über und von Arno Schmidt. Der Schriftsteller wohnte mit seiner Frau von 1945 bis 1950 auf dem damals noch voll bewirtschafteten Mühlenhof; hier entstanden seine ersten Nachkriegserzählungen Enthymesis, Gadir, Leviathan und Brand’s Haide.
Die Niedersächsische Mühlenstraße führt an der Cordinger Mühle vorbei. Das rustikal anmutende Mühlengelände ist durch seine Lage im engsten, knapp 20 Meter eingesenkten Abschnitt des Warnautales landschaftlich sehr ansprechend. Es ist zugleich über den Arno-Schmidt-Pfad einer der Ausgangspunkte für das Erholungsgebiet Eibia-Lohheide. Dem Steilufer der Warnau folgend kann von hier aus auch der Archäologische Wanderpfad Bomlitz erreicht werden.

## Geschichte
Die Cordinger Mühle ist die unterste von drei Standorten ehemaliger Mühlen an der Warnau, die nur jeweils gut einen Kilometer voneinander entfernt liegen. Dieser außergewöhnlichen Nähe stand normalerweise der Mühlenbann entgegen, hier könnte aber die entlang der Warnau verlaufende Grenze zwischen den einstigen Gebieten des Amtes Rethem und der Großvogtei Fallingbostel eine Konkurrenzsituation zwischen der Jarlinger Mühle (Rethem) und der wenig unterhalb gelegenen Benefelder Mühle (Fallingbostel) zugelassen haben. Später scheint die Benefelder Mühle an den heutigen Standort unterhalb des Ortes Cordingen verlegt worden zu sein.
1408 verkaufte Johann von der Fulde an das Kloster Walsrode eine Mühle zu Benefeld auf Wiederkauf. Die Gebrüder Johann und Gödeke Torney übertrugen ihrem Bruder 1410 ihre Anteile am Mühlenhof zu Benefeld, welchen der Hogrefe zu Cordingen bewohnte. Zwei Monate später verkauften die Gebrüder Torney dem Kloster zu Walsrode eine Mühle zu Benefeld mit Hof. 1661 wurde die Wassermühle zu Cordingen mit einem Mahlgang erstmals erwähnt, Müller war Hans Scheelen. Aus dem Jahr 1667 ist überliefert: „Johan Fuhrhoop zur Kordinger Mühle (Mühle mit einem Mahlgang, Haus, Hof mit einem Speicher, eine Kornscheune, ein Schafstall, eine kleine Heuscheune, ein Backhaus, eine Immenstelle, ½ Morgen Holz)“. Die Kurhannoversche Landesaufnahme (Blatt 89 Walsrode) zeigt für 1778 eine Mühle am heutigen Platz.
1810 wurde die Mühle von H. F. Fuhrhop (Inschrift im Türbalken) neu erbaut. Johann Georg Heino kaufte die Mühle 1828/1829 von der Witwe des Mahlmüllers Müller. 1833 wurde die Anlage eines Öllagers beantragt und im Jahr darauf der Ölschlages (für Ölfrüchte) gebaut. 1841 folgte ein Ablösungs-Rezess. Im Verlauf des 19. Jahrhunderts erhielt die Mühle ein Ölstampfwerk. Der „Gehorsamste Bericht des Bernicke (?) zu Walsrode am königlich hannoverschen Amt zu Fallingbostel über die Ost-Cordinger Mahlmühle“ ist von 1845 überliefert. 1866 wurde eine Pulvermühle erwähnt, die an die Firma Wolff verpachtet war. Im Jahr 1888 starben dort zwei Arbeiter durch eine Explosion. Im Zuge der Gleisbauarbeiten für die Bahnstrecke Hannover-Visselhövede stellte Müller Heino 1876 einen Antrag auf Schutz seiner Stauanlagen. Der Antrag wurde als unbegründet abgelehnt.

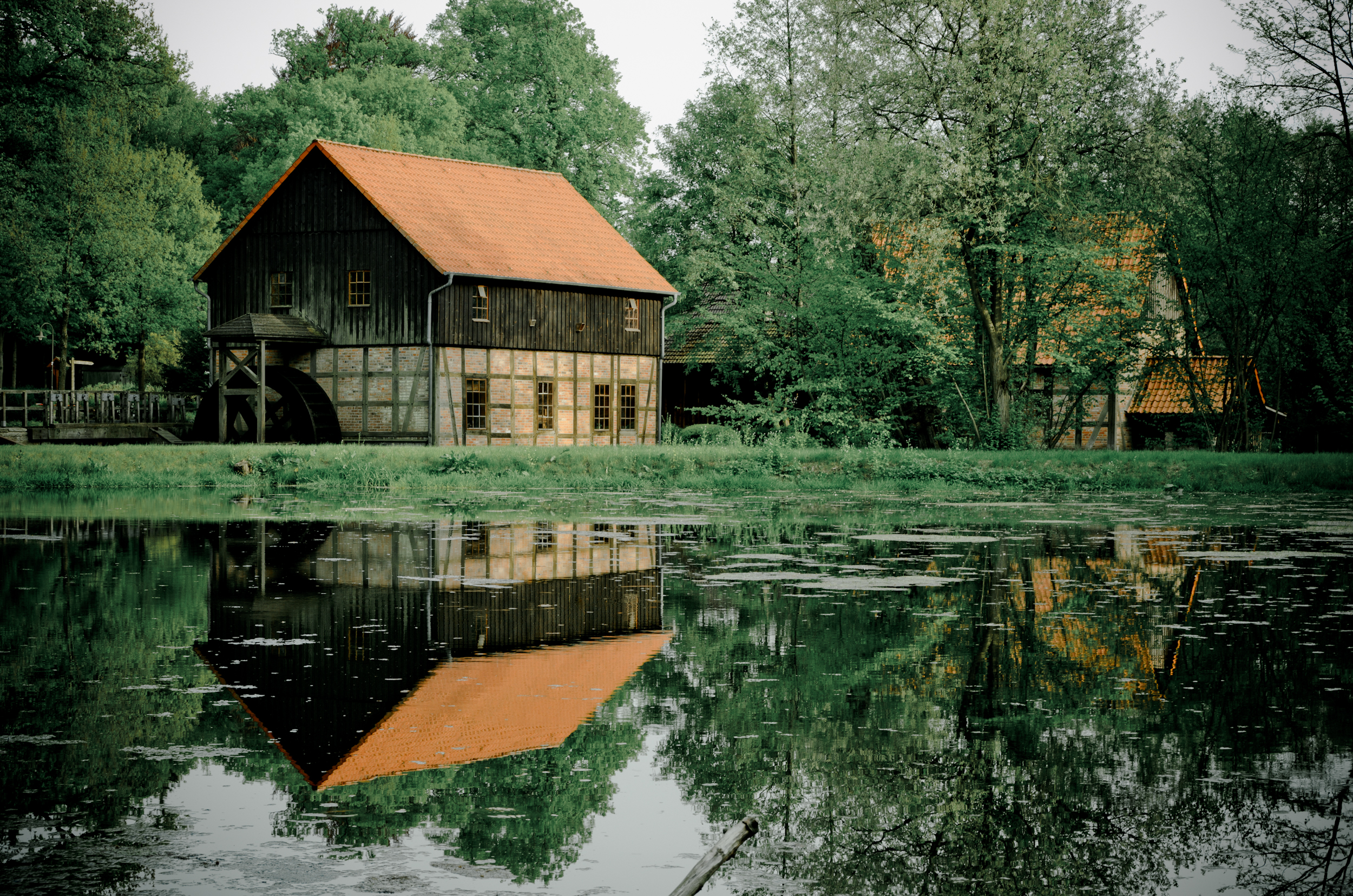
Die Cordinger Mühle mit dem Mühlteich

Der Vollhof zur Cordinger Mühle (damals Ahrsen Nr. 1), auch Ost Cordingen genannt, umfasste 1877 Speicher, drei Häuslingshäuser, Schafstall, Scheune mit Wohnung, Mühle, Backhaus, Schweinestall, Pulvermühle, Schuppen, Spinnereigebäude, Wollschuppen, Stallgebäude und Trockenhaus. In der Häuserliste von 1892/1893 ist der Mühlenhof als Haus Nr. 1 des Ortes Ahrsen gestrichen und wurde fortan hinter Nr. 8 der Gemeinde Borg geführt.
1901 verkaufte die Witwe Dorothea Magdalene Heino das Anwesen an Georg Friedrich Melcher aus Bremen. Ein Herr Kannengießer aus Bremen-Walle kaufte die Mühle 1914. Er musste den dortigen elterlichen Betrieb aufgeben, da Walle Stadtgebiet von Bremen wurde. Erst nach dem Krieg, ab 1918, konnte sich Kannengießer dem Betrieb in Cordingen voll widmen. Er stellte Heinrich Westermann als Müller ein. Die Mühle wurde umgebaut, renoviert und mit neuen Maschinen versehen. Die Sägemühle (nahe der heutigen Warnaubrücke der Bahnstrecke Bomlitz–Walsrode) wurde 1919, da sie nicht mehr rentabel war, verkauft. Aus ihr entwickelte sich später die Cordinger Holz-Industrie. 1930 wurde eine Turbine an Stelle des Wasserrades installiert. Kannengießer wurde 1938 enteignet, da Gebäude und Land von der reichseigenen Montan GmbH für die Pulverfabrik Eibia beansprucht wurden.
Die Mühle arbeitete nach dem Krieg noch bis in die 1950er Jahre. 1982 gelang es der Gemeinde Bomlitz, das gesamte Grundstück zu erwerben. Fachleute des Denkmalschutzes sicherten zunächst die historische Bausubstanz, dann wurden die Stauanlage, der Teich, die Mühle und das Müllerwohnhaus mit erheblichem Aufwand restauriert und das Backhaus neu aufgeführt. Im Jahre 2010 wurde der Mühlenstau für Fische passierbar gemacht.